# Калла, Шарлотт
Марина Шарло́тт(е) Ка́лла (швед. Marina Charlotte Kalla; род. 22 июля 1987 года, Терендё, Норрботтен) — шведская лыжница, трёхкратная олимпийская чемпионка и шестикратный серебряный призёр Олимпийских игр (рекорд по серебряным наградам в истории зимних Игр), трёхкратная чемпионка мира и 10-кратный призёр чемпионатов мира, многократная победительница этапов Кубка мира, многократная чемпионка Швеции. Успешно выступает в дистанционных видах, имеет успехи на мировом уровне в командном спринте.

## Спортивная карьера
Трёхкратная чемпионка мира среди юниоров 2006 и 2007 годов.
На Олимпийских играх 2010 года в Ванкувере победила в первой гонке — 10 км свободным стилем с раздельным стартом. Вместе с Анной Хог завоевала серебряную медаль в командном спринте. На зимних Олимпийских играх 2014 года в Сочи завоевала 2 серебряных медали в скиатлоне и на десятке классикой. В эстафете 4х5 км принесла своей команде золотую медаль, в захватывающей гонке обогнав на финише финскую и немецкую лыжниц, несмотря на начальное отставание от них на своем заключительном этапе в 25 секунд. На церемонии закрытия зимних Олимпийских игр в Сочи была знаменосцем сборной Швеции.
На Олимпийских играх 2018 года Шарлотт продолжила успешное выступление и победила в скиатлоне, став трёхкратной олимпийской чемпионкой. В шестой день Олимпиады в Пхёнчхане, гонке с раздельным стартом на 10 км, шведская спортсменка сумела показать второе время и завоевать серебряную медаль.
C 2007 года Шарлотт Калла восемь раз принимала участие в чемпионатах мира, на которых в сумме завоевала 13 наград. На чемпионате 2009 года в Либереце завоевала первую медаль (бронзовую) в эстафете. В 2011 году в Хольменколлене Калла стала чемпионкой в командном спринте и завоевала серебро в эстафете. В этих же видах программы Шарлотт Калла выиграла серебряные медали на чемпионате мира 2013 года. На домашнем чемпионате 2015 года в Фалуне она завоевала сразу 4 награды. Золото в разделке на 10 км свободным стилем (первое в истории для шведок в этой дисциплине на чемпионатах мира), серебро — в эстафете и две бронзы: в скиатлоне и на тридцатке классикой. Через два года на чемпионате мира в Лахти Калла завоевала три награды: серебро в гонке с раздельным стартом и в эстафете, а также бронзу в скиатлоне. На чемпионате мира 2019 года в активе Каллы была только одна награда, но ею стало долгожданное золото в эстафете. Шарлотт сыграла одну из ключевых ролей в первой в истории победе женской сборной Швеции в эстафете на чемпионатах мира: на третьем этапе она выиграла 20 секунд у норвежки Астрид Якобсен, что позволило Стине Нильссон на последнем этапе удержать преимущество против знаменитой Терезы Йохауг. Калла завоевала медаль в эстафете на шестом чемпионате мира подряд.
На этапах Кубка мира имеет в своем активе 12 побед в индивидуальных гонках (7 на отдельных этапах и 5 на этапах многодневок) и более 50 попадания в тройку лучших. В сезоне 2007/08 стала победительницей престижной многодневки Тур де Ски. В общем зачёте Кубка мира ни разу не поднималась выше 4-го места по итогам сезона.
В 2018 году за высокие достижения в лыжном спорте была удостоена медали Хольменколлена. В 2023 году издала автобиографию Skam den som ger sig на шведском языке.

## Результаты на крупнейших соревнованиях

### Олимпийские игры
9 медалей (3 золотые, 6 серебряных)
| Олимпийские игры | Спринт | Командный спринт | 10 км разделка | 7,5+7,5 км скиатлон | 30 км масс-старт | Эстафета |
| ---------------- | ------ | ---------------- | -------------- | ------------------- | ---------------- | -------- |
| 2010 Ванкувер    | —      | 2                | 1              | 8                   | 6                | 5        |
| 2014 Сочи        | —      | —                | 2              | 2                   | 32               | 1        |
| 2018 Пхёнчхан    | —      | 2                | 2              | 1                   | 5                | 2        |
| 2022 Пекин       | —      | —                | 20             | 19                  | 35               | —        |

### Чемпионаты мира по лыжным видам спорта
13 медалей (3 золотые, 6 серебряных, 4 бронзовые)
| Чемпионат мира          | Спринт | Командный спринт | 10 км раздельный старт | 7,5+7,5 км скиатлон | 30 км масс-старт | Эстафета |
| ----------------------- | ------ | ---------------- | ---------------------- | ------------------- | ---------------- | -------- |
| 2007 Саппоро            | —      | —                | 5                      | 7                   | —                | 4        |
| 2009 Либерец            | 6      | —                | —                      | 8                   | 18               | 3        |
| 2011 Осло-Хольменколлен | 8      | 1                | 11                     | 4                   | 4                | 2        |
| 2013 Валь-ди-Фьемме     | 11     | 2                | 7                      | 6                   | 11               | 2        |
| 2015 Фалун              | —      | —                | 1                      | 3                   | 3                | 2        |
| 2017 Лахти              | —      | —                | 2                      | 3                   | 7                | 2        |
| 2019 Зефельд            | —      | —                | 9                      | 6                   | 5                | 1        |